# Francolinus levaillantoides
Francolinus levaillantoides là một loài chim trong họ Phasianidae.